# Червона Зоря (Горлівський район)
Черво́на Зоря́ — село Сніжнянської міської громади Горлівського району Донецької області, Україна. Населення становить 61 особу.

## Загальні відомості
Відстань до Шахтарська становить близько 45 км і проходить переважно автошляхом Н21.
Землі села межують із територією Куйбишевського району Ростовської області Росії
Унаслідок російської військової агресії із серпня 2014 р. Червона Зоря перебуває на території ОРДЛО.

## Історія
Під час війни на сході України село потрапило до зони бойових дій. Поблизу Червоної Зорі також фіксувалося незаконне перекидання техніки збройних сил Російської Федерації.

## Населення
За даними перепису 2001 року населення села становило 61 особу, з них 80,33% зазначили рідною українську мову, а 19,67% — російську.

## Відомі люди
- Бєлорус Владислав Вікторович (1992–2014) — солдат Збройних сил України, загинув 12 липня 2014 року зі старшим солдатом Миколою Калашником на блокпосту біля села від прямого влучення міни в САУ 2С-30 «Акація», здетонував боєкомплект.
- Калашник Микола Олександрович (1989–2014) — старший солдат Збройних сил України.
- Мосійчук Олег Валентинович (1980-2014) — солдат Збройних сил України, загинув 9 липня 2014, внаслідок підриву БМП-2 на фугасі поміж селами Червона Зоря та Дмитрівка у бойовій машині здетонував боєзапас.
- Орлов Олег Юрійович (1991–2014) — молодший сержант Збройних сил України, загинув 23 липня 2014 упродовж артилерійського обстрілу з боку російського кордону поблизу села.